# Brombuttersäuren
Brombuttersäuren oder Brombutansäuren sind eine Gruppe organischer Verbindungen aus der Gruppe der Carbonsäuren. Von der Buttersäure unterscheiden sie sich dadurch, dass ein oder mehrere Wasserstoffatome durch Bromatome substituiert sind.

## Isomere
Je nach Anzahl der durch Brom ersetzten Wasserstoffatome spricht man von Monobrombuttersäure, Dibrombuttersäure, Tribrombuttersäure, Tetrabrombuttersäure usw. Da diese sich noch in der Anordnung des Broms und der Stereochemie unterscheiden, unterteilen sich diese wiederum in mehrere Isomere. So ergeben sich bei Monobrombuttersäure zum Beispiel die 2-Brombuttersäure (zwei Enantiomere), 3-Brombuttersäure (zwei Enantiomere) und die 4-Brombuttersäure. Von der Dibrombuttersäure gibt es mehrere Stereoisomere der 2,3-Dibrombuttersäure und 2,4-Dibrombuttersäure. Bei der Tribrombuttersäure gibt zum Beispiel die 2,3,4-Tribrombuttersäure (mehrere Stereoisomere) und 4,4,4-Tribrombuttersäure.

## Verwendung
Brombuttersäuren werden als Zwischenprodukte zur Herstellung von weiteren chemischen Verbindungen verwendet. So ist 2-Brombuttersäure eine klassische Ausgangsverbindung für die Synthese von Aminosäuren. 2,4-Dibrombuttersäure wird zur Synthese von Feinchemikalien verwendet.